# Scotasay
Scotasay est une île du Royaume-Uni située en Écosse.